# Aluminat de sodi
Aluminat de sodi és un compost químic important. És una font efectiva d'hidròxid d'alumini per a moltes aplicacions tècniques i comercials. En estat pur (anhidre) és un sòlid blanc cristal·lí amb la fórmula de NaAlO₂, NaAl(OH)₄ (hidratat), Na₂O·Al₂O₃, o Na₂Al₂O₄. L'aluminat de sodi comercial està disponible com una solució o un sòlid.

Altres compostos relacionats, de vegades anomenats aluminat de sodi, es preparen per reacció de Na₂O i Al₂O₃ són Na₅AlO₄ Na₇Al₃O₈ i Na17Al₅O16, i NaAl11O17.

## Fabricació
L'aluminat de sodi es fabrica per la dissolució d'hidròxid d'alumini en una solució de sosa càustica (NaOH). L'hidròxid d'alumini (gibbsita) es pot dissoldre en una solució aquosa al 20–25% de NaOH prop del punt d'ebullició. El producte resultant conté un 90% de NaAlO₂ i un 1% d'aigua.

## Reacció d'alumini metàl·lic i àlcali
L'aluminat de sodi també es forma per l'acció de l'hidròxid de sodi sobre l'alumini elemental que és un metall anfoteric. La reacció és altament exotérmica una vegada establerta i s'acompanya de la ràpida evolució del gas d'hidrogen. Aquesta reacció és de vegades escrita com:
2 Al + 2 NaOH + 2 H₂O → 2 NaAlO₂ + 3 H₂
tanmateix la solució també conté ió [Al(OH)₄]− o de vegades l'ió [Al(H₂O)₂(OH)₄]−.
Aquesta reacció s'ha proposat com una font potencial de combustible per als cotxes amb combustible hidrogen.

## Usos
En el tractament d'aigües s'utilitza com a complement de sistemes d'estovament d'aigua, com a ajuda coagulant per millorar la floculació, i per a l'eliminació de sílice i fosfat dissolts.
En la tecnologia de construcció, s'utilitza aluminat sòdic per accelerar la solidificació del formigó, principalment quan es treballa durant les gelades.
L'aluminat de sodi també s'utilitza en la indústria química del paper, per a la producció de focs artificials, producció d'alúmina, etc.
Les solucions d'aluminat de sodi són intermedis en la producció de zeolites.